# Komödie am Altstadtmarkt
Die Komödie am Altstadtmarkt ist ein Privattheater in der Stadt Braunschweig und gleichzeitig Niedersachsens größtes privates Boulevard- und Unterhaltungstheater.

## Geschichte

### Gebäude
Das dreigeschossige Gebäude wurde zwischen 1715 und 1720 als Messehaus, vermutlich nach einem Entwurf von Hermann Korb, errichtet. Im Haus Nr. 7 befand sich Schraders Hotel, wo im April 1875 Richard Wagner und seine Frau Cosima wohnten, die eine Tannhäuser-Vorstellung in Braunschweig besuchten. Der Ballsaal des damaligen Hotels war im späteren Verlauf erst der Kinosaal und ist heute der Theatersaal der Komödie am Altstadtmarkt.
Das Gebäude wurde während des Zweiten Weltkriegs stark beschädigt und in Anlehnung an den barocken Zustand wiederaufgebaut. Im südlichen Gebäudeteil (Gördelingerstraße 6–7) befindet sich das 1857 gegründete Möbelhaus Sander.

### Kino
Unter dem Namen Regina-Filmtheater eröffnete 1949 im nördlichen Gebäudeteil Gördelingerstraße 7 ein Programmkino mit circa 500 Sitzen. Nach der Umbenennung 1974 war das Kino dann als Die Lupe, meist nur „Lupe“ genannt, bekannt und änderte sein Konzept grundlegend. Beispielsweise wurden monatliche Programme gedruckt, Filme in Originalfassung aufgeführt und häufiger und schneller gewechselt, sowie Aufführungen von verschiedenen Filmen am selben Tag zu unterschiedlichen Zeiten gezeigt.
All dies half jedoch nicht, sich gegenüber dem wachsenden Einfluss des Fernsehens profitabel zu behaupten. Ende April 2003 wurde Die Lupe nach 54 Jahren Betriebszeit geschlossen. Der letzte gezeigte Film war Harold and Maude. Hierzu gab es Live-Musik von Teilen der Jazzkantine und The Twang.

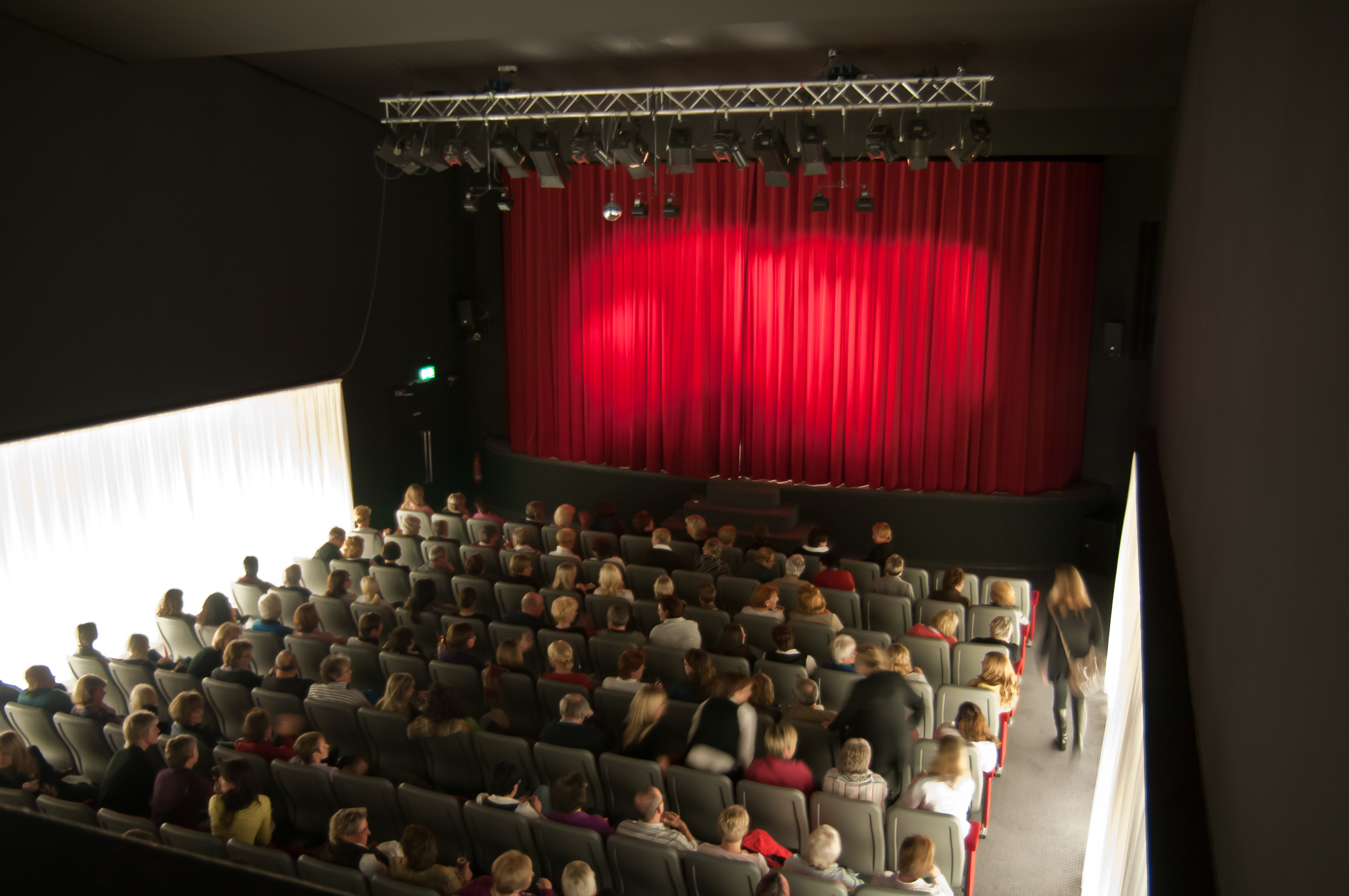
Blick vom Rang aus in den Theatersaal

### Theater
Ab Juli 2003 fanden unter Leitung des Architekten Andreas Roemeth Umbauarbeiten des Saales und des Foyers vom Kino zum Theater statt. Am 2. Oktober 2003 eröffnete die Komödie am Altstadtmarkt unter der Leitung von Florian Battermann mit der Premiere der französischen Komödie Dinner für Spinner von Francis Veber.
Im Sommer 2015 wurde die Bühne samt Unterkonstruktion entfernt und durch eine Stahlkonstruktion mit Theaterbühnenboden ersetzt. Im Zuge dessen kamen noch drei Lastzüge auf der Bühne hinzu, die zur Aufhängung von Scheinwerfern und Vorhängen genutzt werden können. Das gesamte Vorhaben hatte ein Investitionsvolumen von 100.000 Euro.

## Stücke
Die Komödie am Altstadtmarkt produziert überwiegend Boulevardkomödien, daneben auch Kriminalstücke und Kinderstücke zur Weihnachtszeit. Neben den Eigenproduktionen sind die ganze Saison über auch unterschiedliche Künstler mit Musikvorstellungen, Zauber-Shows und Bauchredner-Shows zu Gast.
In den Jahren 2020 bis 2022 wurden die Theaterstücke auch unter freiem Himmel als Sommertheater aufgeführt.

## Förderverein
Seit Februar 2005 wurde die Komödie am Altstadtmarkt von dem Verein Komödien-Freunde Braunschweig e. V. unterstützt. Dieser hatte sich mit seinen Mitgliedern das Ziel gesetzt, die Unterhaltung der Komödie am Altstadtmarkt in Braunschweig zu fördern und durch die Mitgliederbeiträge und Spenden gezielt Anschaffungen der Komödie mit zu finanzieren.

## Die Komödie als Schauplatz
Im Jahr 2014 brachte die Schriftstellerin Mara Laue den Braunschweig-Krimi Brocksteins letzter Vorhang heraus, in dem die Komödie am Altstadtmarkt als Schauplatz für ein Verbrechen dient.

## Bühnenverein und Inthega
Die Komödie am Altstadtmarkt in Braunschweig ist Mitglied im Deutschen Bühnenverein.
Über das eigene Angebot in Braunschweig hinaus führt die Komödie am Altstadtmarkt pro Saison etwa 100 bis 150 Gastspiele ihrer Eigenproduktionen durch. Hinzu kommen Co-Produktionen mit anderen deutschen Tourneetheatern. Die Komödie in Braunschweig nimmt auch regelmäßig am Theatermarkt der INTHEGA in Bielefeld teil.

## Veröffentlichungen
- Florian Battermann: Alles nur gespielt – Theatermacher packen aus. Löwendruck Bertram, Braunschweig 2021, ISBN 978-3-9807022-2-5.
- Florian Battermann: Die Wahrheit über Dinner for One. Löwendruck Bertram, Braunschweig 2018, ISBN 978-3-9807022-4-9.
- Bäumchen wechsel dich! oder Nicht nur die Nadeln fallen, 2020, Theater live auf DVD.